# Wang Seok-hyun
Wang Seok-hyun (Hangul: 왕석현, Hanja: 王晳鉉, RR: Wang Seok-hyeon; Yangsan, 2 de junio de 2003) es un actor surcoreano.

## Biografía
Su hermana mayor es la actriz Wang Se-bin.

## Carrera
Es miembro de la agencia STX Lion Heart Entertainment (STX 라이언하트는 엔터테인먼트). Previamente formó parte de la agencia "Box Media".
El 3 de diciembre de 2008 se unió al elenco principal de la película Scandal Makers donde dio vida a Hwang Ki-dong, el hijo de Hwang Jae-in (Park Bo-young).
En el año 2009 se unió al elenco recurrente de la serie My Fair Lady donde interpretó a Kang Soo-min.
En 2011 se unió al elenco de la película Song of Dreams donde dio vida a Ni-moon, el discípulo del músico U-reuk (Lee Sung-jae).
En el año 2018 se unió al elenco de la serie Thirty But Seventeen donde interpretó a Kim Hyung-tae de joven, papel que interpretó el actor Yoon Sun-woo de adulto.

## Filmografía

### Series de televisión
| Año         | Título                 | Personaje                | Notas   |
| ----------- | ---------------------- | ------------------------ | ------- |
| 2018 - 2019 | A Promise With God     | Song Hyeon-woo           |         |
| 2018        | Thirty But Seventeen   | Kim Hyung-tae (de joven) |         |
| 2013        | Ad Genius Lee Tae-baek | Kim Ha-rang              | (cameo) |
| 2012        | Can't Live Without You | Kim Ki-chan              |         |
| 2009        | My Fair Lady           | Kang Soo-min             |         |

### Películas
| Año  | Título               | Personaje                    | Notas                                                                                    |
| ---- | -------------------- | ---------------------------- | ---------------------------------------------------------------------------------------- |
| 2020 | Hotel Lake           | Estudiante                   |                                                                                          |
| 2012 | Marrying the Mafia V | Hyun-woo                     | junto a Sung Dong-il, Kwanghee, Jung Joon-ho, Park Sang-wook, Yoon Doo-joon y Son Na-eun |
| 2011 | Song of Dreams       | Ni-moon                      | junto a Lee Sung-jae, Lee Da-hae, Moon Jeong-hee y Nam Ji-hyun                           |
| 2010 | Hearty Paws 2        | Joven en la Tienda de Videos | junto a Sung Dong-il, Kim Jung-tae, Song Joong-ki y Hans Zhang - (cameo)                 |
| 2008 | Scandal Makers       | Hwang Ki-dong                | junto a Park Bo-young, Cha Tae-hyun, Im Ji-kyu y Hwang Woo-seul-hye                      |

### Programas de variedades
| Año  | Título              | Notas                                 |
| ---- | ------------------- | ------------------------------------- |
| 2020 | King of Mask Singer | (ep. #283) - concursó como "Bongsook" |
| 2018 | Leaving the Nest 3  | 2 episodios - (ep. #1-2) - miembro    |
| -    | Star King           | -                                     |
| -    | I Have an Uncle     | -                                     |

### Apariciones en vídeos musicales
| Año  | Artista | Canción   | Notas              |
| ---- | ------- | --------- | ------------------ |
| 2010 | K.Will  | "Present" | junto a Jin Ji-hee |

### Anuncios
| Año  | Título                      | Notas |
| ---- | --------------------------- | ----- |
| 2009 | Blue Canyon of Phoenix Park |       |
| 2009 | high-Mart                   |       |

## Premios y nominaciones
| Año  | Categoría        | Premios                     | Serie / Películas      | Resultado |
| ---- | ---------------- | --------------------------- | ---------------------- | --------- |
| 2012 | Best Young Actor | 31st MBC Drama Award        | Can't Live Without You | Nominado  |
| 2009 | HOT New Star     | 3rd Mnet 20's Choice Award  | Scandal Makers         | Nominado  |
| 2009 | Best Young Actor | 17th Chunsa Film Art Award  | Scandal Makers         | Ganó      |
| 2009 | Grand Prize      | 2nd Korea Junior Star Award | Scandal Makers         | Ganó      |